# Brännvin
Brännvin (en suédois), Brændevin (en danois), brennevin (en norvégien), brennivín (en islandais) et (palo)viina (en finnois) sont les noms, dans les langues de certains pays nordiques, pour les eaux-de-vie à base de pomme de terre ou céréale en général, qu'elles soient parfumées ou non. On y inclut l'aquavit (brännvin épicé, le seul au Danemark) et la vodka. À l'origine, le mot signifiait « eau-de-vie » (à base de raisins). Le nom veut dire « vin brûlé » ; la distillation des boissons est parfois appelée « brûlage ». De la même étymologie sont le brandy anglais et le Branntwein allemand, qui a gardé le même sens qu'avaient autrefois ses équivalents scandinaves (le mot allemand est un terme fiscal se référant seulement aux produits de vin distillé, y compris ceux qui ne sont pas à base de raisin).
Les boissons dites brännvin, brennevin ou viina, sont généralement sans parfum et ont un volume d'alcool d'entre 30 et 38 %. Les règlements de l'Union européenne stipulent que le nom de « vodka » est réservé aux boissons contenant entre 37,5 et 95 % d'alcool. En Finlande, le mot viina est toujours utilisé pour toute eau-de-vie finlandaise, y inclus la vodka du pays, parce qu'en finnois, le mot « vodka » désignait autrefois uniquement les vodkas étrangères ; on ne l'a utilisé pour les vodkas suédoises qu'après 1958.
Il existe une eau-de-vie islandaise appelée brennivín qui est similaire à l'aquavit suédois et danois.

## Source
- (en) Cet article est partiellement ou en totalité issu de l’article de Wikipédia en anglais intitulé « Brännvin » (voir la liste des auteurs).